# Breslauer Zwerge

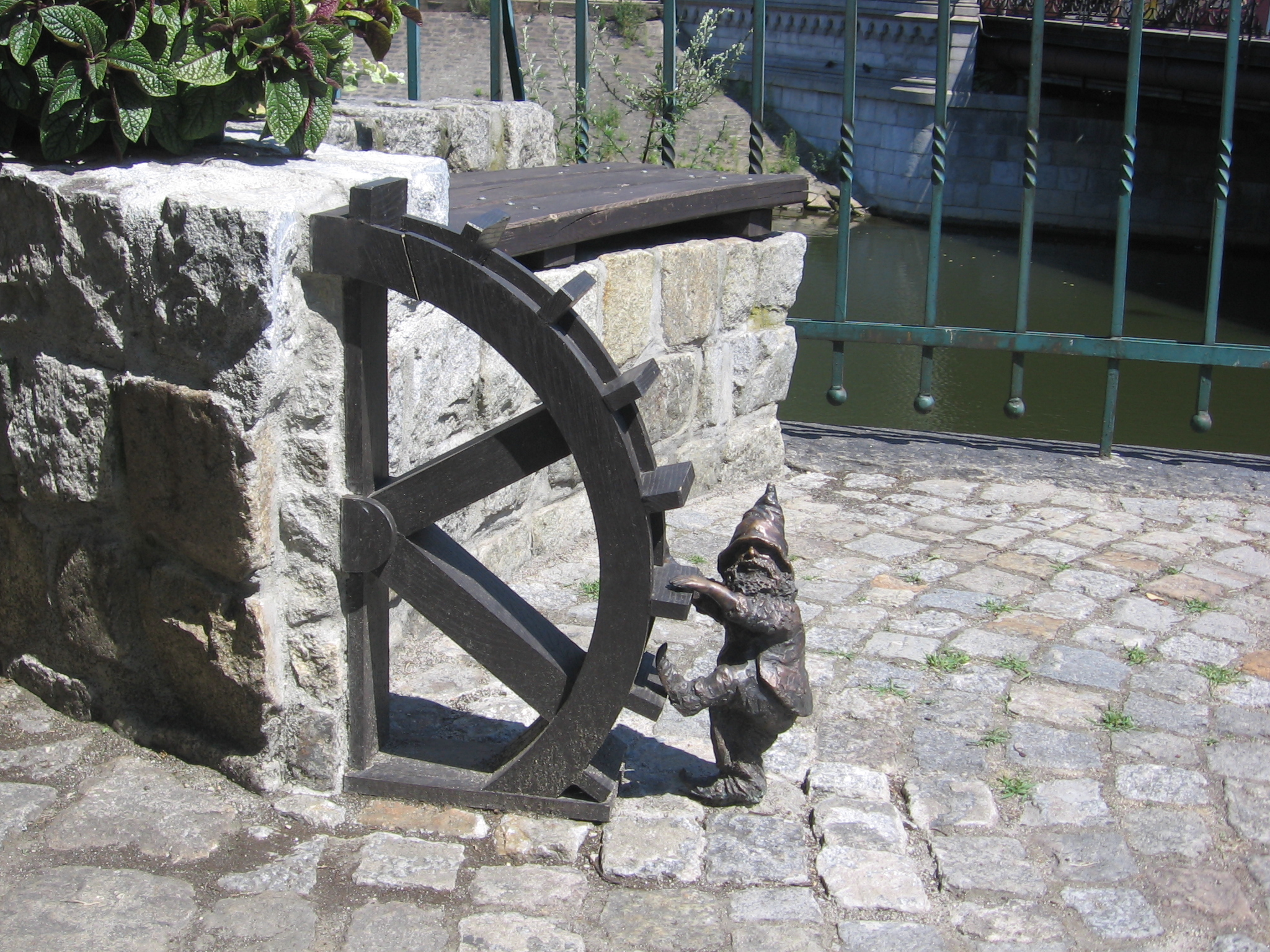
Die Zwerge sind häufig im Stadtbild von Breslau anzutreffen; hier: Der Mühlenzwerg

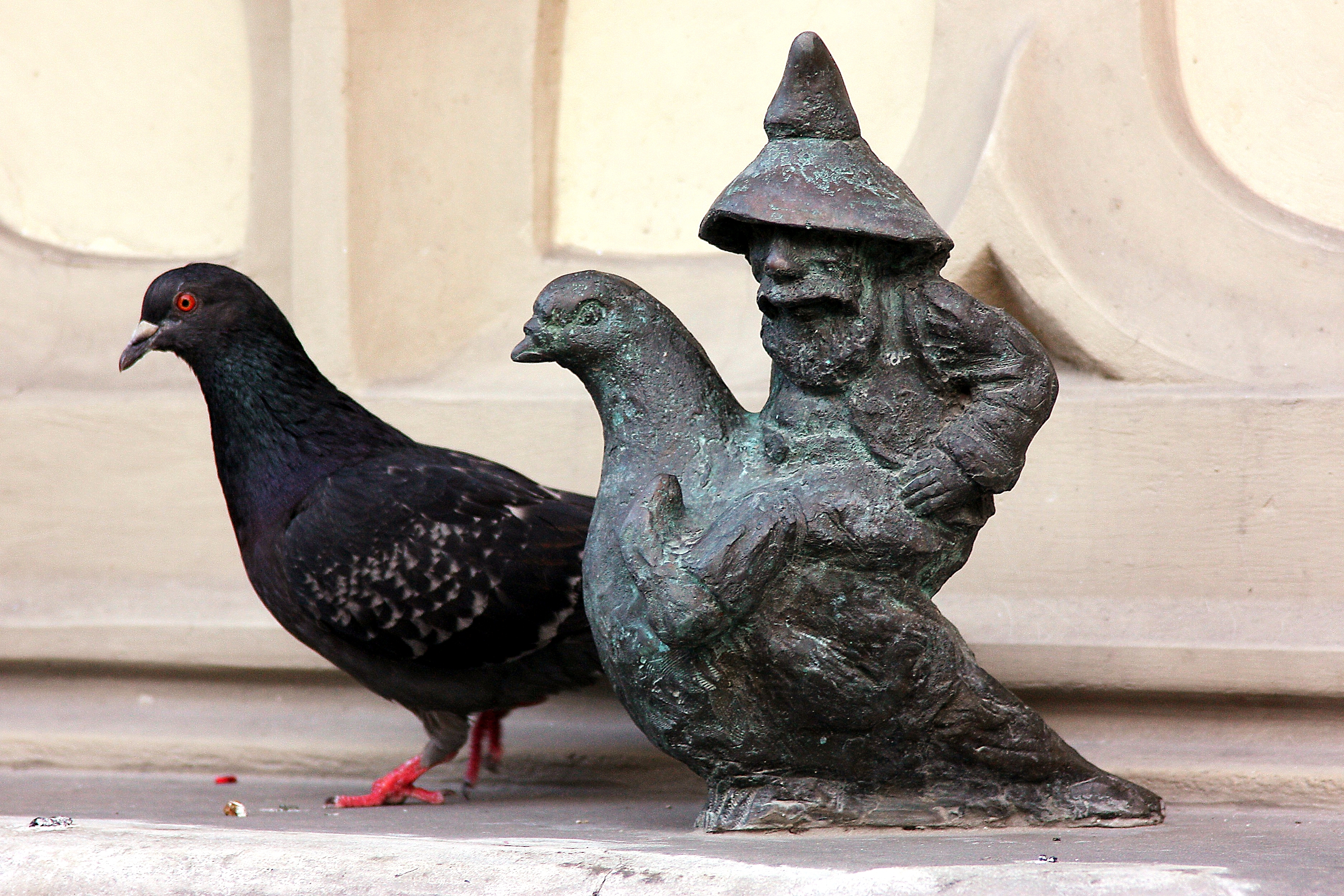
Der fliegende Zwerg, Größenvergleich mit einer Taube

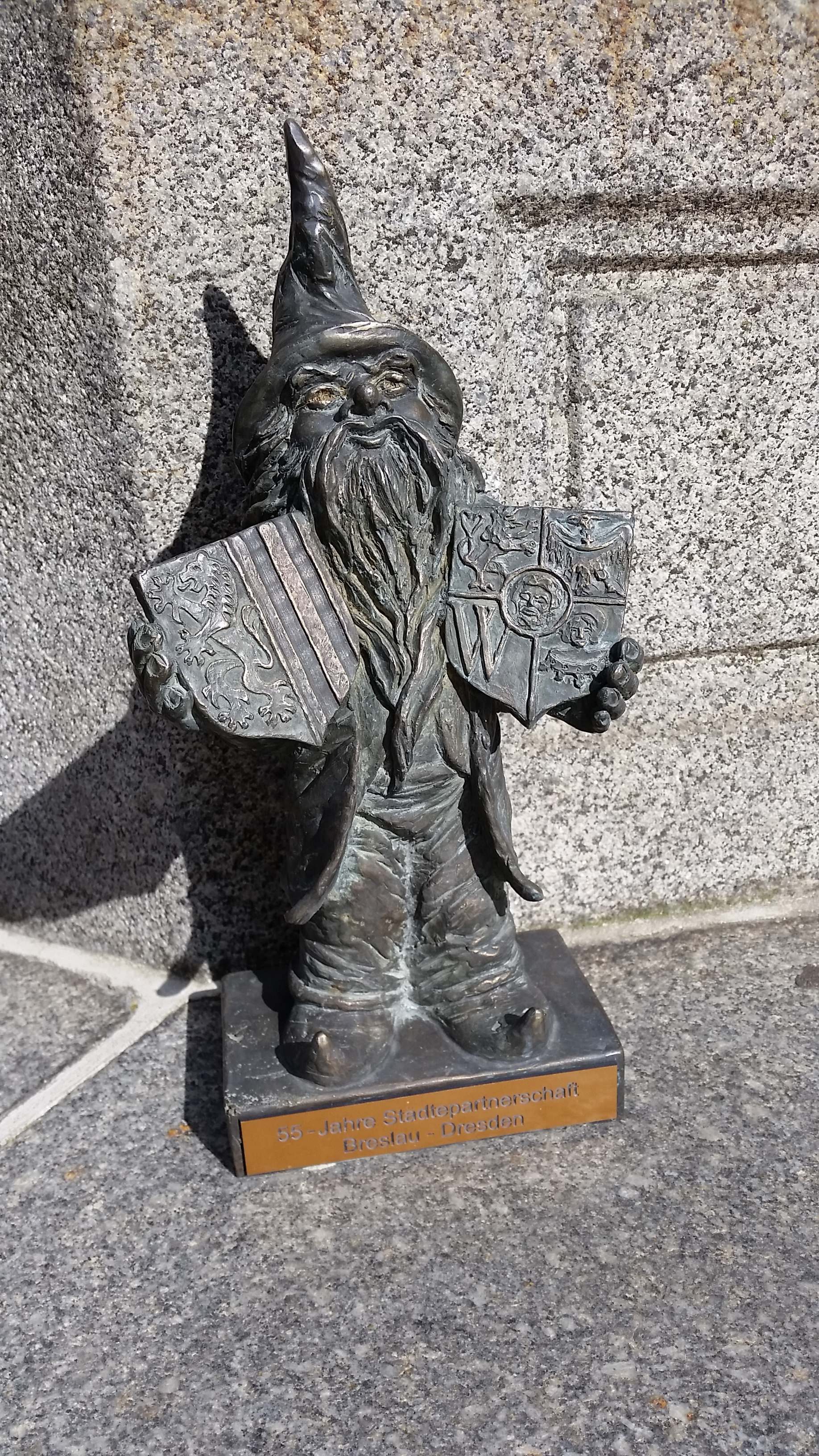
Einer von drei Breslauer Zwergen in Dresden

Die Breslauer Zwerge (polnisch Wrocławskie krasnale) sind eine Touristenattraktion in Breslau (Wrocław), der Hauptstadt der polnischen Woiwodschaft Niederschlesien. Die Figuren werden aus Bronze gegossen und haben eine Größe von rund 30 cm.

## In Breslau (Wrocław)
Die politische Oppositionsbewegung „Orange Alternative“ hatte in den 1980er Jahren mit spontanen Aktionen (zum Beispiel Demonstrationen im Zwergenkostüm) Kritik am kommunistischen Regime in Polen geübt und einen gusseisernen Zwerg (Papa Zwerg) in der Breslauer Altstadt aufgestellt. Das Zwergenmotiv geht sicher auf das Vorbild der um 1969–1974 aktiven niederländischen Kabouterbewegung zurück, die ebenfalls spielerisch-subversiv den Mythos von den listigen und hilfreichen Zwergen aufgegriffen hatten.
Im Sommer 2001 wurden die ersten Zwerge als Projekt von Studenten der Kunsthochschule in der Stadt aufgestellt. Den Anfang machte der „Papa Krasnal“ an der ul. Świdnicka, dabei handelte es sich um den ersten Zwerg. Seit 2004 der Künstler Tomasz Moczek beauftragt wurde, zwölf Zwerge zu fertigen, gibt es die Figuren in verschiedenen Varianten in der ganzen Stadt. Anfang 2009 gab es bereits 95 Exemplare, im August 2014 wurde der 300. Zwerg in Breslau aufgestellt, im August 2018 waren es bereits über 600, im August 2023 über 800 und im Juni 2025 waren es 993 Zwerge in Breslau. Mehr als 500 Exemplare wurden seit 2005 von der polnischen Künstlerin Beata Zwolańska-Hołod gefertigt, die eine Werkstatt in einer alten Breslauer Straßenbahn-Reparaturhalle betreibt.

## Sonstiges

### Breslauer Zwerge in anderen Städten
- Dresden
  - Anlässlich der 55-jährigen Städtepartnerschaft von Breslau und Dresden 2014 wurde der sächsischen Stadt durch den Breslauer Stadtpräsidenten ein solcher Zwerg, der die Wappen beider Städte trägt, überreicht. Am 5. Februar 2015 wurde dieser an seinem Standort am Hietzigbrunnen eingeweiht.[7]
  - Am 18. Juni 2019 wurde an der Treppe zum Ratskeller am Neuen Rathaus in Dresden ein weiterer Breslauer Zwerg aufgestellt. Der Glücksbringer mit Namen „Reisefreund“ trägt einen Koffer und eine Sonnenblume.[8][9]
  - Anlässlich der 65-jährigen Städtepartnerschaft von Breslau und Dresden 2024 wurde am 8. Juni 2024 durch den Breslauer Vizestadtpräsidenten Jakub Mazur ein dritter Breslauer Zwerg an Dresdens Oberbürgermeister Dirk Hilbert überreicht. Dieser ist dem polnischen Schriftsteller Józef Ignacy Kraszewski gewidmet und trägt eine Feder, ein Buch und einen Koffer.[10][9] Er wurde im Garten des Dresdner Kraszewski-Museums im Rahmen der Polnisch-Deutschen Festtage vom 15. bis 17. November 2024 eingeweiht.[11][12]
- Die Stadt Hitzacker an der Elbe hat ebenfalls Zwerge aufgestellt. Die erste Figur wurde von einer Delegation in Breslau in Empfang genommen. Bis August 2023 waren es 44 Zwerge, die alle von der Breslauer Künstlerin Beata Zwolańska-Hołod geschaffen wurden.[13]
- Im Jahr 2007 wurde ein Breslauer Zwerg in Mińsk Mazowiecki aufgestellt.[14]
- 2009 wurde ein Zwerg in Wilczyce (Długołęka) platziert.[14]
- Seit 2010 stehen sechs Zwerge in Biskupice Podgórne (nicht öffentlich).[14]
- Im September 2017 wurde der Breslauer Zwerg „Reisefreund“ mit Sonnenblume und Koffer in Warschau der Breslauer Künstlerin Beata Zwolańska-Hołod aufgestellt.[15]
- In den litauischen Partnerstädten Vilnius und in Kaunas wurden im Mai 2018 je ein Breslauer Zwerg „Reisefreund“ mit Sonnenblume und Koffer aufgestellt.[16]
- In der ukrainischen Partnerstadt Lwiw steht seit 2018 ein Zwerg „Reisefreund“.[17]
- In der isländischen Partnerstadt Reykjavík steht ebenfalls ein Zwerg „Reisefreund“.[17]
- Aufgestellt wurde ein Zwerg „Reisefreund“ zudem in der tschechischen Partnerstadt Hradec Králové.[17]
- Auch in der mexikanischen Partnerstadt Guadalajara steht ein Zwerg „Reisefreund“.[17]
- Im September 2021 wurde der Zwerg Życzliwek (poln. „der Gutherzige“, auch „Reisefreund“ genannt, mit Koffer und Sonnenblume) am Berliner Rathaus Friedenau aufgestellt.[18]
- Im Mai 2023 wurde ein Breslauer Zwerg von Beata Zwolańska-Hołod an der Seebrücke in Sopot aufgestellt.[19]
- In Washington, D.C. wurde der Zwerg „Kościuszko“ aufgestellt.[20]
- In Ostrów Wielkopolski steht ebenfalls ein Breslauer Zwerg.[14]

### Breslauer Zwerge als Inspiration
- Inspiriert von den Breslauer Zwergen wurden auch die Initiatoren der Nordhäuser Treppenkäfer.
- Seit 2010 findet man in Zielona Góra Figuren des Bacchus, dem italischen Gott des Weins.[21]
- Im Jahr 2015 begann man in Danzig Bronzefiguren in Form des Löwen „Hewelion“, benannt nach dem polnischen Astronomen Johannes Hevelius, aufzustellen.[17]
  - Auch hier wurde im Jahr 2017 ein Zwerg „Reisefreund“ aufgestellt. Dieser ist jedoch nicht mehr vorhanden.[14]
- Seit Mai 2020 ziert ein Flammkuchen-Bäcker-Zwerg von Thomas Moczek im Restaurant Schmeckerlein in Welzow den Flammkuchen-Ofen.
- In Stargard werden Greifen, die an das Wappentier der Stadt erinnern, platziert.[17]
- Die Breslauer Zwerge zum Vorbild nahm man sich auch in Jelenia Góra. Hier wurden Hirsche, die das Wappentier repräsentieren, aufgestellt, die in Breslau gegossen wurden.[17]
- In Kędzierzyn-Koźle werden seit 2019, ebenso von den Wappentieren (drei Ziegenböcke) inspiriert, Bronzefiguren im Stadtgebiet aufgestellt.[17]